# Juan Abellán García-Muñoz
Juan Antonio Abellán-García Muñoz fue un historietista, dibujante, pintor, escultor y ceramista español. Su obra como pintor e ilustrador destaca por su afición a los temas bélicos, especialmente a la aeronáutica.

## Infancia y formación[1]
Sus padres fueron Ángeles y Juan Antonio, abogado y funcionario de hacienda y del Ayuntamiento de Madrid y aficionado a la pintura. En este período recibió clases en el Instituto-escuela, donde tuvo como profesor de música y pintura a Federico García Lorca.
Fue testigo el 13 de noviembre de 1936 del primer gran combate aéreo que tuvo lugar sobre el cielo de Madrid durante la Guerra Civil, que contempló desde la terraza de la Residencia de Estudiantes. Estas escenas le impresionaron de manera que buena parte de su obra futura reflejaría escenas similares. En este combate perdió la vida el capitán soviético Serguei Tarjov a bordo de su Polikarpov I-16 "Mosca".
Continuó su formación tras la guerra en el Círculo de Bellas Artes, la Academia de San Fernando y la Escuela de Cerámica del Parque del Oeste, gracias a la cual obtuvo en 1946 el título de artesano ceramista.

## Trayectoria profesional
Su primera colaboración como dibujante la realizó en la revista Chicos hacia 1950, donde crea las Aventuras del Capitán Luckey, en la que también escribe el guion. En este período colabora también con la Escuela Mayor de Artesanía como dibujante de tapices, alfombras y reposteros.
Trabajó en esta época como ilustrador para Viajes Meliá en la revista España, Spain, Spagne y en 1954 en Publicidad Clarín siendo Antonio Mingote jefe del estudio gráfico. El año siguiente se muda a el Masnou, en una época en la que se concentraba en el área de Barcelona la mayor parte del talento de la época dedicado a la historieta y la ilustración.
En esta etapa colaboró con la agencia de representación Selecciones Ilustradas con la que publicó historietas en diversos países; en el mercado británico en revistas de la editorial Fleetway y en Bélgica editó la serie Ray Alcotan, con guion de Manuel Medina. También en este tiempo mostró su talento para la ilustración aeronáutica colaborando en revistas como Avión, del Real Aeroclub de España o Flaps en 1961. Para esta última creó la serie Fuego en el Cielo, inspirada en las hazañas del as francés de la Segunda Guerra Mundial Pierre Clostermann.
En los años 60 y 70 trabajó con diversas editoriales como Afha, Bruguera, Cliper, Marín o Molino Roma. En 1971 se desplazó de nuevo a Madrid para publicar, de nuevo con su amigo Manuel Medina, un cómic experimental que mezclaba fotografía con dibujo, idea que no tuvo éxito.
En el año 1977 realizó una exposición en Madrid en la galería Torres Bege con parte de su obra aeronáutica a la que acudió Antonio de Alós Herrero, teniente general del Ejército del Aire y director del recién creado Museo del Aire de Cuatro Vientos, así como su subdirector, el Coronel Antonio Linares Mohedano. De este encuentro surgió el encargo de una serie de 30 láminas de aviones históricos españoles incluidos varios republicanos y una serie de modelos de aviones a escala 1:10. Además pintó 52 emblemas de la Guerra Civil, 120 láminas para dos carpetas de aviones y una de aeronaves y dos libros de uniformes y equipos de pilotos. También pintó 21 cuadros para el museo entre los que destacan dos de gran tamaño: La Batalla del Jarama, que narra el derribo del Junkers del Capitán José Calderón Gaztelu por dos I-16 el 16 de febrero de 1937, y La Batalla de Madrid que muestra el combate antes descrito que presenció en su infancia.
Éstos y otros tres cuadros fueron retirados de la exhibición al público para no herir sensibilidades en 2003, durante el ministerio de Federico Trillo, lo que le valió una protesta del autor, que se quejó por carta sin éxito. Los cuadros permanecieron ocultos con los gobiernos sucesivos. Además se cancelaron otros tres encargos tras la muerte del director del museo, Miguel Ruiz Nicoláu el 7 de abril de ese año. En 2005, siendo ministro de defensa José Bono, la dirección de publicaciones del ministerio le encargó Aviones de la Guerra de Marruecos
En sus últimos años pasó dificultades económicas. Vivió con una nieta en Trijueque, antes de ingresar en un asilo en Manresa, donde enfermó de neumonía, falleciendo en 2012.
Era además aficionado al modelismo y con un grupo de amigos fundó la revista El Aeromodelista, primera en España dedicada a esta afición. Él mismo era piloto, poseía las licencias tipo A y B de vuelo sin motor.

## Obra[3]
SERIES
| Años | Título                       | Guionista  | Tipo                | Publicación       | Producción                                                       |
| ---- | ---------------------------- | ---------- | ------------------- | ----------------- | ---------------------------------------------------------------- |
| 1950 | Aventuras del Capitán Luckey |            | Serie               | Chicos, 2.ª época |                                                                  |
| 1950 | Hazañas Bélicas, 2.ª época   |            | Historietas sueltas | Toray             | 323 núms., más 16 almanaques; formato apaisado); algún episodio. |
| 1952 | Legión Extranjera            |            | Serial              | Edis              | 22 números ordinarios, más 1 extraordinario                      |
| 1955 | Indochina                    | Clementino | Serie               | Chicos, 3.ª época |                                                                  |
| 1960 | Muchachas                    |            | Serial              | Maga              |                                                                  |
| 1969 | Aviones famosos              |            | Serie               | Gaceta Junior     |                                                                  |
| 1975 | Aventuras de Tim y Tom       |            | Serial              | Alonso            | 5 núms. presumibles                                              |

ILUSTRACIÓN
| Años | Título                                                                       | Notas                                         | Publicación                                             |
| ---- | ---------------------------------------------------------------------------- | --------------------------------------------- | ------------------------------------------------------- |
| 1983 | Catálogo de la Exposición General de Autores Españoles                       |                                               |                                                         |
| 1984 | Catàleg de la Exposició General d’Autors Espanyols                           |                                               | Quart Saló del Còmic i la Il•lustració de Barcelona     |
| 1985 | Catálogo de la Exposición General de Autores Españoles                       |                                               | Quinto Salón del Cómic y de la Ilustración de Barcelona |
| 1988 | Catàleg d’Autors 1988                                                        |                                               | Saló Internacional del Còmic de Barcelona               |
| 2005 | Aviones de la Aviación militar española en la Guerra de Marruecos, 1913-1928 |                                               | ed. del Ministerio de Defensa                           |
| 1996 | Galería de aviones de la Guerra Civil, 1936-1939                             |                                               | ed. del Ministerio de Defensa                           |
| 1980 | Historia ilustrada de la Aviación                                            | junto con Vicente Segrelles, colección Auriga | ed. Afha                                                |
| 1971 | La conquista del cielo I                                                     | colección TRINCA n.º 4                        | ed. Doncel                                              |
| 1972 | *La conquista del cielo II, la aviación española                             | colección TRINCA n.º 8                        | ed. Doncel                                              |

PUBLICACIONES
- Avión
- Chicos (épocas II, III)
- Comix Internacional + Ilustración
- Flaps
- Flechas y Pelayos
- Gaceta Junior, 1968
- Línea de fuego
- Strong: historia de Georges Guynemer
- varias cabeceras del sello Bruguera
- Recortables de aviones famosos para la librería Miguel Creus "L'Aeroteca", 1986-2012